# Austrobald de Tolosa
Austrobald (Oriental audaç) fou un comte i duc franc de finals del segle vi.
Austrobald apareix esmentat com a comte (no s'assenyala de quin lloc) el 587, quan fou enviat pel rei Guntram de Borgonya al front de tropes borgonyones, per unir-se a les milícies del Tolosà que sota Desideri de Tolosa es disposaven a atacar Carcassona a la Septimània, durant la guerra borgonyona-visigoda iniciada el 585 per l'execució d'Ermenegild, fill del rei visigot Leovigild, que s'havia convertit al catolicisme. La campanya va acabar malament i les forces borgonyones que assetjaven Carcassona van ser derrotades i Desideri va morir. Austrobald va salvar una part de l'exèrcit que va reorganitzar a Tolosa, i poc després de la batalla, va anar corrent a la cort de Guntram, per retre comptes del fet i demanar per a si mateix el nomenament com a dux de Tolosa, càrrec que havia quedat vacant per la mort de Desideri, i que li fou atorgat. Mentre les forces visigodes van acostar-se al Roine i van atacar Arle.
Just prendre possessió del ducat, quan els vascons (bascons, wascones) que estaven en una fase expansiva a Aquitània, especialment la Novempopulània a la que feien freqüents incursions, per retirar-se ràpidament amb el seu botí, van fer una d'aquestes expedicions i van arribar fins a les portes de Tolosa; el duc Austrobald es va posar en campanya però els vascons eren ràpids i lleugers i van poder arribar als seus amagatalls a les muntanyes pirinenques amb els seus presoners, sense perdre ni un sol home i amb tot el botí (vers 588)
L'acord matrimonial entre Austràsia i el regne visigot del 586 (Clodosinda, germana del rei Khildebert II, s'havia de casar amb Recared, rei visigot) al que Guntram va donar finalment l'aprovació en els acords complementaris del tractat d'Andelot del 28 de novembre de 587, no es va celebrar finalment per raons incertes, potser per la mort de la princesa el 588. D'altra banda al regne visigot estaven refugiats dos fills del difunt príncep Gondobald, que Guntram sospitava que la reina mare Brunequilda (Brunilda), ara senyora (amb títol de reina) del Carci, volia atreure a França per promoure nous conflictes. Aquestos fets d'alguna manera van enverinar les relacions de borgonyons i visigots i la guerra es va reprendre sobtadament el 589. Guntram va prendre la iniciativa, va declarar la guerra i es va disposar a ocupar la Septimània.
El rei borgonyó va reunir un gran exèrcit el comandament del qual va confiar al duc Bosó, que havia estat l'autor de la mort del príncep Gondobald a Comenge. Com a col·legues va designar a Austrobad, duc de Tolosa, i a Antesti que és descrit com un home hàbil i insinuant amb molt de crèdit davant el rei que l'utilitzava per les missions més importants i delicades i que havia estat un servidor de Desideri de Tolosa, al que havia ajudat a tornar a la gràcia reial. L'exèrcit el formaven principalment homes reclutats a Santonya, l'Agenès, el Bordelès, el Perigord i el Tolosà. El primer a sortir en campanya fou Austrobald i es va dirigir amb les milícies del seu govern cap a Carcassona.
Només arribar davant la ciutat, aquesta li va obrir les portes, no se sap ben bé per què, però se sospita que Austrobald havia fet contactes interiors. Els tolosans li van jurar fidelitat. Bosó, seguit d'Antesti, van arribar poc temps després. Bosó era el comandant principal i es va mostrar gelós d'Austrobald al que va retreure haver entrat a la ciutat de Carcassona i rebut el jurament sense esperar les seves ordes; Bosó va mostrar el seu enuig públicament i va fer retrets força vius.
Tot seguit va marxar contra l'exèrcit visigot que dirigit pel duc Claudi de Lusitània que pel nom se suposa que era un hispano-romà, havia arribat a Septimània i estava acampat no gaire lluny de la ciutat, però sense prou efectius per presentar batalla. Bosó manava seixanta mil homes i va avançar contra Claudi, segur de la seva superioritat, va acampar a l'altre costat del riu Aude per lliurar combat després de descansar. A la nit ni tan sols va fer posar sentinelles (o molt pocs) i els soldats van veure, van ballar i es van barallar; Claudi es va adonar de la situació i va utilitzar un estratagema: va atacar el campament amb una part dels seus homes mentre la resta esperava emboscats; els francs foren sorpresos al seu campament en plena diversió però pel seu gran nombre es van poder recuperar i lluitar en condicions de rebutjar l'atac; Claudi llavors va ordenar la retirada com si fos una fuita, i els francs els van perseguir i foren portats al lloc on la resta dels visigots els esperaven emboscats; els perseguidors foren sorpresos i aniquilats; llavors Claudi va atacar la cavalleria que havia quedat al campament i la va posar en fuita i la resta de la infanteria franca que restava al campament fou massacrada i els que no ho foren van caure presoners. La cavalleria havia pogut escapar però al final de la batalla Claudi els va perseguir i per anar més ràpids en la fugida van haver d'abandonar tot el seu equip i encara molts van ser atrapats i massacrats abans de poder arribar a lloc segur en territori franc. Claudi va quedar amo del camp de batalla, de tots els bagatges militars i de milers de presoners que generosament foren alliberats.
La vila de Carcassona fou reconquerida per Claudi que després va tornar victoriós a Toledo. La sort d'Austrobald no és clara. A la Biographie toulousaine: ou Dictionnaire historique de personages de Toulouse, per Étienne Léon baró de Lamonthe-Langon, Jean Théodore Laurent-Gousse, i altres, es diu que va morir en la batalla després de fer prodigis de valor. Dom Devic i Dom Vaisette a la "Historia General del Lleguadoc" declaren no saber la sort d'Asutrobald, Bosó i Antesti, però que el silenci posterior sobre ells fa sospitar que van estar entre els morts.
El successor d'Asutrobald al ducat de Tolosa és incert, si bé apareix un Serè (Serenus) esmentat en una carta com a dux Aquitanae, i el qual està documentat per altres referències i del que se sap que vivia al final del segle vi, que estava casat amb Amància (Amantia) i fou el suposat pare del mític duc Amand de Gascunya; Serè hauria exercit autoritat a l'Aquitània occidental